# والنتین میهایلا
والنتین میهایلا (انگلیسی: Valentin Mihăilă؛ زادهٔ ۲ فوریهٔ ۲۰۰۰) بازیکن فوتبال اهل رومانی است.
از باشگاه‌هایی که در آن بازی کرده‌است می‌توان به باشگاه فوتبال آتالانتا، باشگاه فوتبال پارما، و باشگاه ورزشی یونیورسیتاتئا کرایووا اشاره کرد.
وی همچنین در تیم‌های ملی فوتبال زیر ۲۱ سال رومانی و رومانی بازی کرده‌است.